# Mary-sur-Marne
Mary-sur-Marne ist eine französische Gemeinde mit 1.135 Einwohnern (Stand: 1. Januar 2022) im Département Seine-et-Marne in der Region Île-de-France. Sie gehört zum Arrondissement Meaux und ist Teil des Kantons La Ferté-sous-Jouarre (bis 2015: Kanton Lizy-sur-Ourcq). Die Einwohner werden Marysiens genannt.

## Geographie
Mary-sur-Marne liegt etwa elf Kilometer nordöstlich von Meaux und etwa 56 Kilometer ostnordöstlich von Paris an der Marne, die die Gemeinde im Süden begrenzt. Umgeben wird Mary-sur-Marne von den Nachbargemeinden Lizy-sur-Ourcq im Norden und Nordwesten, Ocquerre im Osten und Nordosten, Tancrou im Süden und Südosten, Isles-les-Meldeuses im Südwesten sowie Congis-sur-Thérouanne im Westen. 

## Bevölkerungsentwicklung
| Jahr                       | 1962 | 1968 | 1975 | 1982 | 1990 | 1999 | 2006 | 2017 | 2021 |
| Einwohner                  | 379  | 378  | 639  | 864  | 1059 | 1160 | 1170 | 1159 | 1114 |
| Quellen: Cassini und INSEE |      |      |      |      |      |      |      |      |      |

## Sehenswürdigkeiten
- Kirche Saint-Germain aus dem 16. Jahrhundert

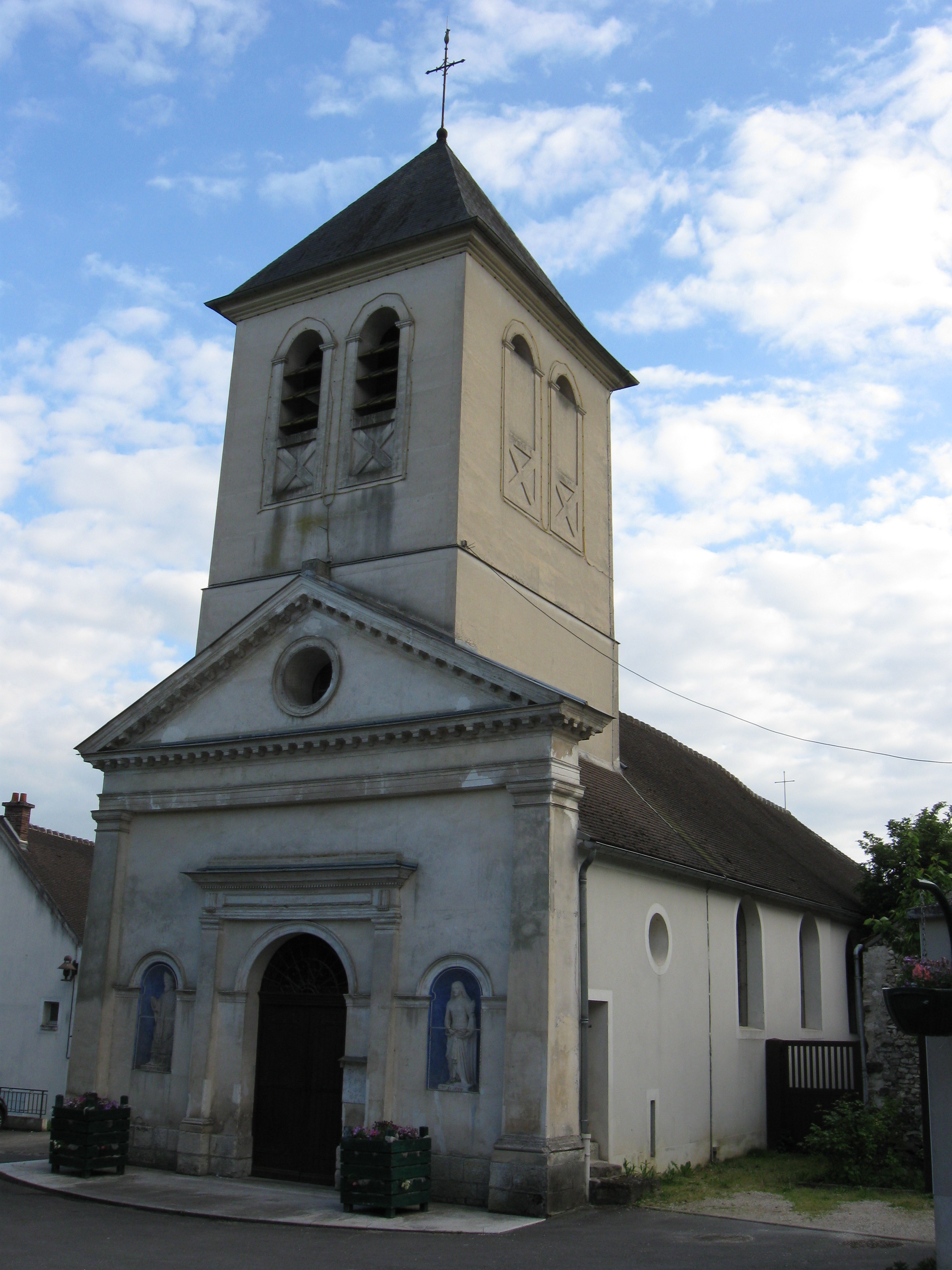
Kirche Saint-Germain

## Persönlichkeiten
- Guy Delorme (1929–2005), Schauspieler